# Iglesia de San Miguel (Olmedo)
La iglesia de San Miguel es un templo católico ubicado en la localidad de Olmedo, provincia de Valladolid (Castilla y León, España), al mayor erigido en el siglo XIII. Una maqueta a escala de este edificio se encuentra en el Parque temático Mudéjar de Olmedo.

## Descripción
Es un notable ejemplar de la arquitectura mudéjar vallisoletana, románico-mudéjar y gótico-mudéjar. Tiene una capilla adosada dedicada a la Virgen de la Soterraña, patrona de Olmedo.
En su exterior sobresale el ábside, de estilo románico mudéjar, que consta de tres frisos, dos de ellos de arcos doblados ciegos de ladrillo, con la particularidad de estar los arcos desalineados, y otro de recuadros dobles. La portada gótica al lado norte está tapiada.
En su interior, en la nave del evangelio se encuentra un magnífico sepulcro, un retablo plateresco atribuido a Gaspar de Tordesillas y dos colosales esculturas de San Joaquín y Santa Ana realizadas en el siglo XVIII. En la nave de la epístola, una magnífica yesería de estilo Cisneros que da acceso a la capilla de los Olivera. Contiene también un retablo de la primera mitad del siglo XVI dedicado a San Bartolomé. En el presbiterio existe un retablo barroco del siglo XVIII obra del artista Andrés Hernando. Especial atención merece la imagen central, que representa al copatrono de la villa de Olmedo, San Miguel Arcángel, atribuido a Pedro de Sierra.
Las escaleras bajo el altar dan acceso a la cripta de la Virgen de la Soterraña, sitio destinado a la patrona de Olmedo y su comunidad de villa y tierra. El interior, de planta octogonal y de gran riqueza ornamental en su cúpula, se decora con frescos que tienen como tema iconográfico a personajes del antiguo testamento. En el centro observamos el retablo principal del siglo XVIII. Preside el mismo la escultura del siglo XIII de la Virgen de la Soterraña. En las capillas laterales hallamos dos retablos de Lucas Jordán, en la del evangelio se halla el de San Bartolomé y en el de la epístola a San Jerónimo en la tabla central.

## Galería

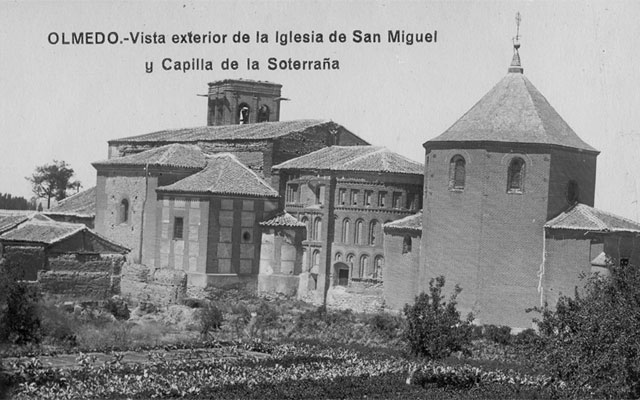
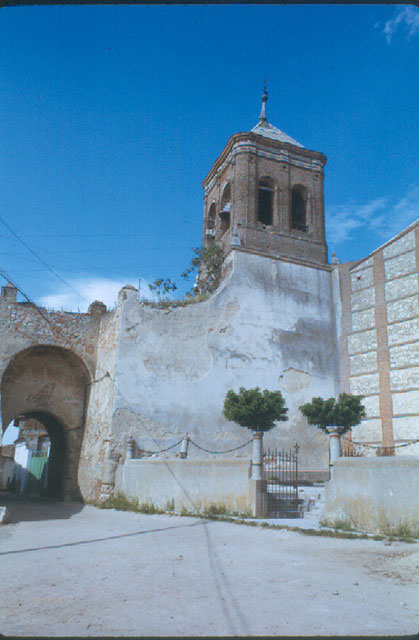
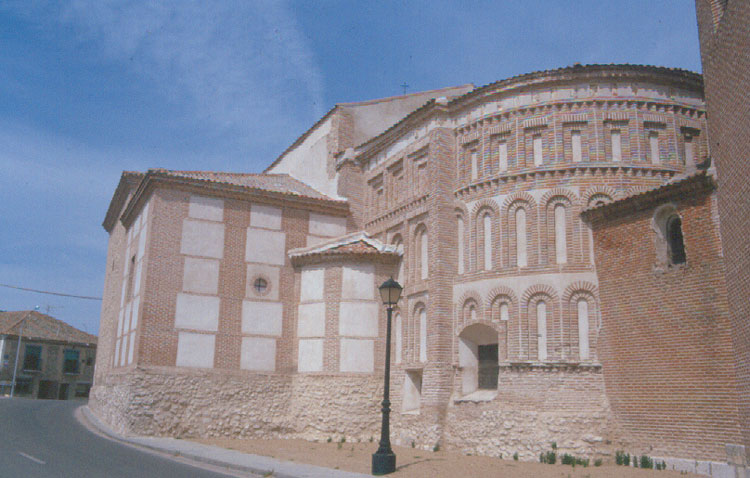
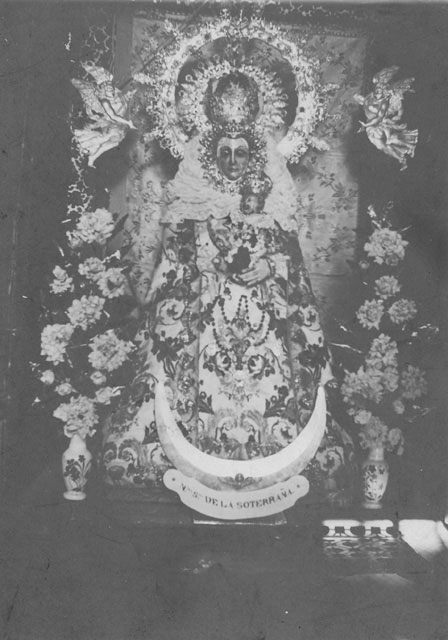